# Дурново (Орловская область)
Дурново — деревня в Свердловском районе Орловской области. Входит в состав Яковлевского сельского поселения.

## География
Деревня расположена на берегу реки Бич. 
Уличная сеть представлена двумя объектами: Раздольная улица и Ворошиловская улица. 
Географическое положение: в 6 километрах от районного центра — посёлка городского типа Змиёвка, в 35 километрах от областного центра — города Орёл и в 353 километрах от столицы — Москвы.

## Население
| 2010 |
| ---- |
| 45   |